# Telamonia sikkimensis
Telamonia sikkimensis är en spindelart som först beskrevs av Benoy Krishna Tikader 1967.  Telamonia sikkimensis ingår i släktet Telamonia och familjen hoppspindlar. Inga underarter finns listade i Catalogue of Life.